# 華麗扁鱂
華麗扁鱂，為輻鰭魚綱鯉齒目鰕鱂亞目鰕鱂科的其中一種，為熱帶淡水魚，分布於非洲奈及利亞、喀麥隆及赤道幾內亞淡水流域，體長可達6公分，棲息在底中層水域，生活習性不明，可作為觀賞魚。

## 擴展閱讀
維基物種上的相關：華麗扁鱂